# فیندلی ای راسل
فیندلی ای راسل (انگلیسی: Findlay E. Russell; ۱ سپتامبر ۱۹۱۹ – ۲۱ اوت ۲۰۱۱) پزشک اهل ایالات متحده آمریکا بود.
وی همچنین برندهٔ جوایزی همچون برنامه فولبرایت شده‌است.